# Список серий Bakuman
Список и краткое описание эпизодов аниме-телесериала «Bakuman». Для удобства серии сгруппированы по сезонам.
Аниме-сериал создан студией J.C.Staff под руководством режиссёра Кэнъити Касаи. Премьера первой из запланированных 25 серий на телеканале NHK состоялась 2 октября 2010 года. Десятого октября 2011 года начался показ второго сезона, а с десятого октября 2012 - третьего.
Открывающие композиции аниме-сериала:
- «Blue Bird» (в двух версиях — в 1-13 сериях используется первый куплет ,с 14 серии и далее серии - второй куплет; также композиция целиком используется в качестве эндинга последней, 25-й серии первого сезона; исполняет группа Kobukuro).
- «Dream of Life» (Исполнитель Ito Shohe) — второй сезон.

Закрывающие композиции аниме-сериала:
- «Bakurock ～Mirai no Rinkakusen～» (яп. Bakurock ～未来の輪郭線～ англ. «Bakurock: Outline the Future») (исполняет группа Ya-kyim) — 1-13 серии первого сезона.
- «Genjitsu to Iu Na no Kaibutsu to Tatakau Monotachi» (яп. 現実という名の怪物と戦う者たち англ. «Those Who Fight the Monster Known as Reality») (исполняет Ю Такахаси) — 14-24 серии первого сезона.
- «Monochrome Rainbow» (исполняет Tommy heavenly6 - Томоко Кавасэ) — второй сезон.

## Список эпизодов

### 1 сезон
| 1 | Dreams and Reality (Мечты и реальность) «Yume to genjitsu» (夢と現実)                                        | 2 октября 2010 года  |
| Моритака Масиро случайно оставляет в классе блокнот с нарисованным им портретом девушки, в которую влюблён. Его одноклассник Акито, увидевший блокнот, старается убедить Моритаку рисовать мангу, но тот поначалу отказывается. Однажды вечером Акита звонит Моритаке и сообщает, что у него есть важная информация о любимой девушке последнего, Михо Адзуки. Они встречаются возле её дома и оказывается, что она мечтает стать сэйю. Моритака неожиданно для себя предлагает ей выйти замуж, но та говорит, что сделает это после того как мечты обоих сбудутся. | |                      |
| 2 | Dumb and Smart (Глупец и остряк) «Baka to rikō» (馬鹿と利口)                                                 | 9 октября 2010 года  |
| Моритака соглашается работать с Акито. Хотя его мать выступает против, боясь, что сын закончит как Таро Кавагути, его отец даёт согласие и даже дедушка отдаёт ключи от квартиры Таро, где находилась его мастерская, чтобы юноша мог начать там работу. Моритака созванивается с Акито и приглашает его посетить квартиру. | |                      |
| 3 | Parent and Child (Родители и дети) «Oya to ko» (親と子)                                                      | 16 октября 2010 года |
| Акито и Моритака стали проводить много времени в мастерской, изучая журналы манги и созданные Таро Кавагути раскадровки. Там же они обнаруживают переписку дяди Моритаки с девушкой, в которую он был влюблён, но так и не решился сказать ей об этом. В этой девушке они узнают мать Адзуки. Моритака и Акито отправляются рассказать ей об этой истории. После разговора Моритака окончательно убеждается в своём решении работать с Акито над созданием манги. | |                      |
| 4 | Time and Key (Время и ключ) «Toki to kagi» (時と鍵)                                                          | 23 октября 2010 года |
| Моритака показывает Такаги всё, что он разработал и указывает на все ошибки, которые тот сделал, а также говорит о тонкостях использования инструментов для рисования манги. Когда Такаги спрашивает его об этом, Моритака рассказывает ему о G-перьях и перьях Kabura, помогающих в работе с манускриптами, а также три правила Кавагути Таро для успешной манги: терпение, делать наилучшее, что можешь, и удача. Когда они идут в магазин, Такаги замечает, что в последнем выпуске Shonen Jump в числе полуфиналистов оказывается пятнадцатилетний мангака Эйдзи Нидзума. Масиро и Такаги решают закончить манускрипт манги к концу лета и показать его редактору Shonen Jump. Идя домой с Такаги, Масиро случайно встречает Адзуки. Они не могут посмотреть друг на друга, но когда они проходят мимо друг друга, они оборачиваются на несколько секунд.                      | |                      |
| 5 | Summer and Name (Лето и имя) «Natsu to nēmu» (夏とネーム)                                                    | 30 октября 2010 года |
| Лучшая подруга Адзуки Кая Миёси, не правильно восприняв попытку Акито начать с ней разговор, начинает думать, что тот предлагает ей встречаться. В течение лета Масиро и Такаги работают над своим первым манускриптом «Две Земли». После того как работа была закончена, они звонят в редакторский отдел Shonen Jump. | |                      |
| 6 | Carrot and Stick (Кнут и пряник) «Ame to muchi» (アメとムチ)                                                 | 6 ноября 2010 года   |
| Моритака и Акито отправляются на встречу с редактором Shonen Jump Акирой Хаттори. Хаттори высказывает своё мнение о недостатках их первой работы, но отмечает, что у дуэта есть потенциал и даёт им свои контактные данные. Школьный преподаватель решает рассадить учеников по парам мальчик-девочка, Масиро и Адзуки оказываются за одной партой. | |                      |
| 7 | Tears and Tears (Слёзы и слёзы) «Namida to Namida» (涙と涙)                                                  | 13 ноября 2010 года  |
| Адзуки и Масиро обмениваются адресами электронной почты для переписки. Моритака и Акито получают известие от Хаттори о том, что «Две Земли» не прошли в финальную часть выбора победителя премии Тэдзуки, но они решают на этом не останавливаться и начать новую работу. По инициативе издательства талантливый, но странноватый юный мангака Эйдзи Нидзума соглашается переехать в Токио. | |                      |
| 8 | Anxiety and Expectation (Предвкушение и волнение) «Fuan to Kitai» (不安と期待)                               | 20 ноября 2010 года  |
| Такаги придумывает несколько сюжетов, и Масиро выбирает идею манги «Стомиллионный». Они относят манускрипт Хаттори, и тот остаётся доволен возросшим качеством как рисовки, так и сюжета. Манга, которую дуэт смог нарисовать к последнему дню подачи заявок 31 сентября, выдвигается на премию Тэдзуки, но в итоге попадает только в число финалистов, не выигрывая даже поощрительные призы. Тем не менее их имена попадают в итоги конкурса на страницах журнала, и о их увлечении узнают другие ученики. Один из них, Исидзава, в резкой форме критикует рисовку Масиро, и Такаги за это его избивает. | |                      |
| 9 | Regrets and Understanding (Сожаление и понимание) «Kōkai to Nattoku» (後悔と納得)                            | 27 ноября 2010 года  |
| За происшествие в школе Такаги на неделю отстраняют от занятий. Масиро, навестив друга дома и застав у него двух девушек, узнаёт, что у одноклассниц Такаги — Каи Миёси и Айко Ивасэ есть чувства к Такаги. Акито заявляет, что любит обеих, но в итоге выбирает Каю, поскольку Айко поставила себя выше мечты создания манги. | |                      |
| 10 | 10 and 2 (Десять и два) «Jū to Ni» (10と2)                                                                   | 4 декабря 2010 года  |
| Хаттори рассказывает Такаги и Масиро подробности о прошедшей премии Тэдзуки — по его словам они получили похвалу от мангак за оригинальность, но критику от редакторов, поскольку те посчитали их конкурсную работу «неформатом». По его инициативе юноши решают изменить стиль, но в попытке создать что-то более подходящее для журнала у них получаются «скучные» по словам Хаттори наработки. Тогда он предлагает им вернуться к старым идеям и создать мангу «не для всех», но, тем не менее, интересную, которая «понравится двум читателям из десяти». Они решаются работать над мангой «Деньги и знания» о том, как одни люди готовы покупать мысли других. | |                      |
| 11 | Chocolate and NEXT! (Шоколад и Akamaru) «Choko to NEXT!» (チョコとNEXT!)                                     | 11 декабря 2010 года |
| Такаги и Масиро продолжают работу над «Деньгами и умом». Акито и Кая отправляются на рождественское свидание. Такаги, Масиро и Миёси поступают в Северную старшую школу, Адзуки — в Токийскую старшую школу. «Деньги и знания» утверждают для публикации в журнале Akamaru Jump в качестве противопоставления новой работе Эйдзи Нидзумы. Моритака и Акито решают во что бы то ни стало обставить его. | |                      |
| 12 | Feast and Graduation (Угощение и выпускной) «Gochisō to Sotsugyō» (御馳走と卒業)                             | 18 декабря 2010 года |
| Хаттори за свой счёт (это традиция редакторов журнала, отмечающих первую публикацию их подопечных) угощает в ресторане Такаги и Масиро. Втроём они обсуждают мангу «Деньги и знания» и изменения, которые мангаки должны будут в неё внести. У школьников проходит выпускной вечер. В возможно последней до осуществления их мечт встречи Адзуки говорит, что готова ждать Масиро всегда. | |                      |
| 13 | Early Results and the Real Deal (Предварительные и реальные результаты) «Sokuhō to Honchan» (速報と本ちゃん) | 25 декабря 2010 года |
| По настоянию Миёси Масиро-таки пишет электронное письмо Адзуки; они начинают регулярно переписываться по телефону. Для публикации в Akamaru дуэт мангак выбирает себе псевдоним Муто Асироги. Хаттори восхищается качеством готового манускрипта, однако Масиро подмечает, что в планы редактора не входит его дальнейшая сериализация, из-за чего у них даже возникает спор. Хаттори соглашается вернуться к вопросу сериализации в случае, если «Деньги и знания» займут первое место в рейтинге популярности выпуска Akamaru Jump. Однако после того, как публикуют результаты, выясняется, что манга «Деньги и знания» заняла только третье место. Тогда Масиро самостоятельно решает, что они будут создавать рассчитанную на массового читателя (мейнстрим) боевую мангу, а не специфичную, как то рекомендует Хаттори.                                                      | |                      |
| 14 | Battles and Copying (Битвы и копия) «Batoru to Mosha» (バトルと模写)                                         | 8 января 2011 года   |
| Для тренировки умения рисовать и в поисках своего стиля Масиро перерисовывает сотни страниц наиболее популярных боевых манг. Такаги же, для понимания ощущений бойцов, разрешает Каю себя побить. Редактор Нидзумы узнаёт, что тот вместо разрешённой к сериализации манги «Йеллоу Хит» возвратился к другому сюжету — манге «Ворон», которая ранее победила в Akamaru Jump. Ошарашенный редактор срочно приводит Эйдзи в офис, дабы разобраться с ситуацией. В то же время Такаги и Масиро приносят свои новые раскадровки боевой манги Хаттори, что того сильно удивляет, поскольку мангаки не стали следовать его советам. Такаги, Масиро и Нидзума встречаются в офисе издательства. Эйдзи хвалит дуэт за «Деньги и знания» и заявляет, что является их фанатом. | |                      |
| 15 | Debut and Impatience (Дебют и нетерпение) «Debyū to Aseri» (デビューと焦り)                                  | 15 января 2011 года  |
| Нидзума подсказывает Муто Асироги несколько идей для качественного создания манги. Хаттори даёт своим подопечным последний шанс: если те в течение полугода создадут качественную боевую мангу, то он согласится подумать о сериализации. Он также советует им добавить в новую мангу захватывающий мир, идею того, за что сражается главный герой, яркие боевые сцены, харизматичного антигероя и милую героиню. Миёси навещает Адзуки и остаётся в её доме на ночь. Михо получает небольшую роль в своём первом аниме Saint Visual Girls' Academy. | |                      |
| 16 | Wall and Kiss (Стена и поцелуй) «Kabe to Kisu» (壁とキス)                                                    | 22 января 2011 года  |
| Миёси решает стать вслед за друзьями выбрать профессию в искусстве и заявляет, что хочет стать писателем. На телевидению проходит трансляция Saint Visual Girls' Academy, в закрывающем ролике которого появляются все сэйю сериала, в том числе и Адзуки. Масиро и Такаги разрабатывают сюжет об ангеле, спускающемся на землю, чтобы убивать падших ангелов: образ главной героини Моритака срисовывает с Адзуки. Однако эта работа даже не проходит в финал конкурса, хотя судьи и отмечают потенциал дуэта и их стремление нарисовать популярную мангу. Такаги начинает переживать из-за того, что не может придумать новый достойный сюжет и начинать всё больше внимания уделять отношениям с Миёси: однажды, прокатываясь на велосипеде, Масиро даже видит их целующимися. Самому Моритаке Хаттори предлагает летнюю подработку ассистентом у Нидзумы, и юноша соглашается. | |                      |
| 17 | Conceit and Kindness (Терпение и доброта) «Tengu to Shinsetsu» (天狗と親切)                                  | 15 января 2011 года  |
| Масиро начинает работу ассистентом у Нидзумы и знакомится с двумя другими его помощниками: Синтой Фукудой и Такуро Накаи. Втроём они обсуждают мангу Нидзумы «Ворон», и с их подачи Эйдзи не только соглашается изменить детали сюжета в лучшую сторону, но и начинает делать для всех глав раскадровки (чего раньше так не любил, заявляя, что ему надоедает рисование одного и того же). Более того Нидзума, с уважением относящийся к «Асироги-сэнсэю», разрешает Масиро следить за его работой и изучать её. | |                      |
| 18 | Jealousy and Love (Ревность и любовь) «Shitto to Ai» (嫉妬と愛)                                              | 15 января 2011 года  |
| При работе над пятой главой манги Нидзума заявляет, что многие из его персонажей были придуманы в детстве. Масиро вспоминает, что он сам в детстве много придумывал, и решает самостоятельно создать сюжет для новой детективной манги. Моритака увольняется с работы ассистентом. В то же время Такаги приходит аналогичная идея написать детективную мангу. | |                      |
| 19 | Two and One (Двое и один) «Futari to Hitori» (２人と１人)                                                    | 12 февраля 2011 года |
| Такаги не успевает закончить раскадровку вовремя: в отношении двух мангак наступает неопределённость, и они начинают работать отдельно друг от друга. Об этом узнаёт Хаттори и даже решает, что так пока что будет лучше, дабы Масиро не зацикливался идеей сериала. Однако юноши вскоре возвращаются к совместной работе, и сами решают не говорить Хаттори о воссоединении дуэта в ближайшие полгода. | |                      |
| 20 | Cooperation and Conditions (Сотрудничество и условия) «Kyōryoku to Jōken» (協力と条件)                       | 19 февраля 2011 года |
| Такаги и Масиро обсуждают детали их новой манги «Детектив Трап». Дуэт приносит сразу 8 раскадровок Хаттори. Тот с удивлением узнаёт, что они воссоединились, но хвалит их, считая, что они — отличная команда. Он соглашается подать «Детектива» на собрание сериала при двух условиях: их ваншот покажет хороший результат на конкурсе «Золотой Кубок», и они будут приносить ему новую главу каждые две недели. Ваншот утверждают для публикации в рамках конкурса в журнале Shonen Jump. | |                      |
| 21 | Literature and Music (Литература и музыка) «Bungaku to Ongaku» (文学と音楽)                                  | 26 февраля 2011 года |
| Асироги Муто узнают, что их соперниками по «Золотому Кубку» являются два ассистента Нидзумы — Накаи (нарисовавший мангу по сюжету победительницы премии «Король историй» Ко Аоки) и Фукуда. Четвёртым участником конкурса оказывается поп-звезда Кодзи «Кооги» Макаину. Перед миллионами телезрителей о объявляет о своём участии и просит своих поклонников голосовать за него. Считая это нечестным ходом, Асироги Муто, Накаи и Фукуда отправляются в редакцию журнала, чтобы разобраться с этим. | |                      |
| 22 | Solidarity and Breakdown (Объединение и раскол) «Danketsu to Ketsuretsu» (団結と決裂)                        | 5 марта 2011 года    |
| Асироги Муто, Накаи и Фукуда устраивают в офисе скандал, однако всё же решают, что смогут одержать победу своими силами. Для этого они организовывают «общие чтения» своих манг, как в своё время поступили с 5 главой «Ворона» Нидзумы. Однако эта идея полностью проваливается: каждый считает свою мангу лучшей и отказывается давать советы другим. В честь выхода нового эндинга аниме Saint Visual Girls' Academy Михо вместе с другими сэйю выступает на публике. | |                      |
| 23 | Tuesday and Friday (Вторник и пятница) «Kayō to Kinyō» (火曜と金曜)                                          | 19 марта 2011 года   |
| Подстёгнутые неудавшимся общим обсуждением своих манг Муто, Фукуда и Накаи с Аоки ещё больше улучшают свои манги. Постепенно начинается их публикация - по манге в неделю. Асироги Муто, Фукуда и Накаи с Аоки получают хорошие результаты, в то время как манга Кодзи Макаину проваливается и занимает в своём выпуске только 14 место. | |                      |
| 24 | Call and Eve (Звонок и канун собрания) «Denwa to Zenya» (電話と前夜)                                         | 26 марта 2011 года   |
| Впервые в истории премии «Золотой Кубок» главный приз получают сразу две манги — «Рыцарь Киёси» Фукуды и «Детектив Трап» Асироги Муто. Третье место занимает «Потайная дверь» Накаи и Аоки. Все они подают свои работы на грядущее собрание журнала по манга-сериалам. | |                      |
| 25 | Yes and No (Да и нет) «Ari to Nashi» (ありとなし)                                                            | 2 апреля 2011 года   |
| В редакции журнала проходит декабрьское собрание по выпуску новых и завершении идущих манга-сериалов. Из 13 кандидатов к печати допускаются 4 манги, среди которых оказывается «Детектив Трап». Работам Фукуды и Накаи с Аоки дают второй шанс. Михо поздравляет Моритаку по телефону, тем самым впервые за долгое время говоря с ним. Хаттори приходит поздравить Асироги Муто лично и неожиданно заявляет, что у них будет новый редактор — Горо Миура. | |                      |

### 2 сезон
| 1 | Silence and Party (Молчание и торжество) «Chinmoku to Utage» (沈黙と宴)                                           | 1 октября 2011 года  |
| Акира Хаттори знакомит Такаги и Масиро с редактором «Детектива Трапа» Миура Горо. Новый редактор приводит ассистентов Огава, Такахама и Като-сан. Асироги Муто впервые идут на новогодний корпаратив, где знакомятся с автором «Выдры 11» Хирамару Кадзуя. | |                      |
| 2 | Anthology and Photograph Collection (Сборник и фотоальбом) «Bunshū to Shashinshū» (文集と写真集)                  | 8 октября 2011 года  |
| Адзуки предлагают сняться для фотоальбома, где может, будет несколько эротических фотографий. Она не отвечает на сообщения Масиро, но после она все объясняет. Адзуки не отвечает и на звонки. Масиро берет у Миёси адрес дома Адзуки и направляется на вокзал. Сердитый на Масиро, за то что он бросил манускрипт и убежал, он связывается Адзуки и говорит, что произошло. В конце концов Адзуки звонит Масиро и рассказывает все. Адзуки отказывается сниматься и первая глава «Детектива Трапа» выходит на Shonen Jump.                                | |                      |
| 3 | Window and Snow (Окно и снег) «Mado to Yuki» (窓と雪)                                                             | 15 октября 2011 года |
| Ашироги Муто узнают, что первая глава заняла третье место.В это время Аоки Ко разговаривает с одним из редакторов Jump Square о совместном проекте с Макаино Коджи. Накаи-сан, с которым Аоки Ко вместе рисовала «Потайную дверь», узнает об этом. Он сразу спешит к дому Аоки. Аоки Ко говорит Накаи, что его иллюстрации недостаточно точно передают её мир. Накаи, чтобы снова работать вместе с Аоки, каждую ночь рисует перед её домом, в парке, а на утро оставляет манускрипт у её дверей. Фукуда и Асироги Муто решают всеми силами вернуть Накаи. | |                      |
| 4 | Support and Patience (Поддержка и терпение) «Teko to Gaman» (テコと我慢)                                          | 22 октября 2011 года |
| Асироги Муто переживают, что «Детектив Трап», вторая глава которого, заняла восьмое место, вылетит из десятки, как «Сырная креветка». В этот раз утвердили два новых сериала «Рыцарь Киёси» и «Потайную дверь», а с выпуска сняли «Золотую цепь» и «Сырную креветку». | |                      |
| 5 | Joke and News (Комедия и новости) «Boke to Nyūsu» (ボケとニュース)                                                | 29 октября 2011 года |
| 6 | Disease and Drive (Болезнь и решимость) «Byōki to Yaruki» (病気とやる気)                                          | 5 ноября 2011 года   |
| 7 | Life-and-Death and Standstill (Жизнь или смерть и перерыв) «Seishi to Seishi» (生死と静止)                        | 12 ноября 2011 года  |
| 8 | Recall and Call (Бойкот и звонки) «Rikōru to Kōru» (リコールとコール)                                             | 19 ноября 2011 года  |
| 9 | Resumption and Low Rank (Возвращение и низкий рейтинг) «Saikai to Kai» (再開と下位)                               | 26 ноября 2011 года  |
| 10 | Gag and Serious (Шутки и серьезность) «Gyagu to Shiriasu» (ギャグとシリアス)                                      | 3 декабря 2011 года  |
| 11 | Manga and Youth (Манга и юность) «Manga to Seishun» (マンガと青春)                                                | 10 декабря 2011 года |
| 12 | Experience and Data (Опыт и статистика) «Keiken to Dēta» (経験とデータ)                                           | 17 декабря 2011 года |
| 13 | Alliance and Classmates (Союзники и одноклассники) «Dōmei to Dōkyū» (同盟と同級)                                  | 24 декабря 2011 года |
| 14 | Distrust and Trust (Неверность и доверие) «Fushin to Shin'yō» (不信と信用)                                        | 7 января 2012 года   |
| 15 | Monkeys and Marriage (Мартышки и свадьба) «Saru to Kekkon» (猿と結婚)                                             | 14 января 2012 года  |
| 16 | Prince and Saviour (Принц и спаситель) «Ōji to Kyūseishu» (王子と救世主)                                          | 21 января 2012 года  |
| 17 | Special Relationship and Hometown (Особые отношения и родной город) «Tokubetsu na Naka to Inaka» (特別な仲と田舎) | 28 января 2012 года  |
| 18 | Complaint and Roar (Жалоба и крик) «Monku to Ikkatsu» (文句と一喝)                                                | 4 февраля 2012 года  |
| 19 | Fate and Star (Судьба и звезда) «En to Hoshi» (縁と星)                                                            | 11 февраля 2012 года |
| 20 | Love and Rejection (Любовь и отрицание) «Daisuki to Hitei» (大好きと否定)                                         | 18 февраля 2012 года |
| 21 | Selfishness and Advice (Эгоизм и совет) «Wagamama to Adobaisu» (わがままとアドバイス)                             | 25 февраля 2012 года |
| 22 | Hint and Best (Намек и превосходство) «Hinto to Besuto» (ヒントとベスト)                                          | 3 марта 2012 года    |
| 23 | Winning and Losing (Победа и поражение) «Kachi to Make» (勝ちと負け)                                              | 10 марта 2012 года   |
| 24 | Imagination and Presentation (Выражение и воображение) «Hyōgenryoku to Sōzōryoku» (表現力と想像力)                | 17 марта 2012 года   |
| 25 | Votes and Charts (Голоса и рейтинг) «Hyō to Hyō» (票と表)                                                         | 24 марта 2012 года   |

### 3 сезон
| № серии | Заглавие | Трансляция в Японии  |
| ------- | --- | -------------------- |
| 1       | Tenacity and Determination (Упорство и решимость) «Iji to Ketsudan» (意地と決断)                                           | 6 октября 2012 года  |
| 2       | Every Night and Unite (Каждая ночь и объединение) «Mai Ban to Yū Gō» (毎晩と融合)                                          | 13 октября 2011 года |
| 3       | Last and Cipher (Последний и нулевой) «Rasuto to Angō» (ラストと暗号)                                                      | 20 октября 2012 года |
| 4       | Margin and Pitfall (Край и ловушка) «Yoyū to Otoshiana» (余裕と落とし穴)                                                   | 27 октября 2012 года |
| 5       | Step and Watch (Шаг и часы) «Suteppu to Uaotchi» (ステップとウォッチ)                                                      | 3 ноября 2012 года   |
| 6       | Punch and Independence (Сила и независимость) «Panchi to Hitoritachi» (パンチと１人立ち)                                   | 10 ноября 2012 года  |
| 7       | Commemorative Photo and Classroom (Фотография и класс) «Kinen Satsuei to Kyōshitsu» (記念撮影と教室)                       | 17 ноября 2012 года  |
| 8       | Aims and Assessment (Цель и оценка) «Nerai to Hyōka» (狙いと評価)                                                          | 24 ноября 2012 года  |
| 9       | Confidence and Resolve (Уверенность и решимость) «Jishin to Kakugo» (自信と覚悟)                                           | 1 декабря 2012 года  |
| 10      | Consideration and Provocation (Проверка и провокация) «Kōsatsu to Chōhatsu» (考察と挑発)                                   | 8 декабря 2012 года  |
| 11      | Impatience and Return (Паника и отступление) «Shōryo to Kaeten» (焦慮と返転)                                               | 15 декабря 2012 года |
| 12      | Zeal and Annihilation (Рвение и разгром) «Nekketsu to Kanpai» (熱血と完敗)                                                 | 22 декабря 2012 года |
| 13      | Imitation and Unconsciousness (Подражание и подсознание) «Muhou to Muishiki» (模倣と無意識)                                | 29 декабря 2012 года |
| 14      | Continuity and Obstruction (Продолжение и прекращение) «Renzoku to Soshi» (継続性と障害物)                                 | 5 января 2013 года   |
| 15      | Cover and Center (Обложка и середина) «Kantou to SENTAA» (フロントとセンター)                                              | 12 января 2013 года  |
| 16      | Final Chapter and Comment (Последняя Глава и комментарии) «Saishuu wa to KOMENTO» (最終話とコメント)                       | 19 января 2013 года  |
| 17      | Zombies and Demons (Зомби и демоны) «ZONBI to Akuma» (ゾンビと悪魔)                                                        | 26 января 2013 года  |
| 18      | Weekly and Monthly (Еженедельник и ежемесячник) «Shuukan to Gekkan» (週刊と月刊)                                           | 2 февраля 2013 года  |
| 19      | Slow and All at Once (Растянутый и стремительный) «Manobi to Ikki» (間延びと一気)                                          | 9 февраля 2013 года  |
| 20      | Breather and Party (Передышка и вечеринка) «Ikitsugi to PAATII» (息継ぎとパーティー)                                       | 16 февраля 2013 года |
| 21      | Hot Springs and Confirmation of Intention (Горячие Источники и подтверждение) «Onsen to Ishi Kakunin» (温泉と意思確認)     | 23 февраля 2013 года |
| 22      | Correction and Declaration (Опровержение и заявление) «Teisei to Sengen» (訂正と宣言)                                      | 2 марта 2013 года    |
| 23      | Mic and Script (Микрофон и текст) «MAIKU to Daihon» (マイクと台本)                                                         | 9 марта 2013 года    |
| 24      | The Way It Is and The Way It Will End (Как должно было быть и как закончилось) «Ari Kata to Owari Kata» (あり方と終わり方) | 16 марта 2013 года   |
| 25      | Dreams and Reality (Мечта и реальность) «Yume to Genjitsu» (夢と現実)                                                      | 30 марта 2013 года   |